# Éons
Éons — дебютный студийный альбом бельгийской группы Neptunian Maximalism, выпущенный 26 июня 2020 года на лейбле I, Voidhanger Records.

## Об альбоме
Éons длится более двух часов и поделён на три части: «To the Earth», «To the Moon» и «To the Sun». Каждая из них ощущается как отдельная часть сюрреалистической джазовой оперы. Все они разветвляются в разных стилистических направлениях, но повторяющиеся в них мотивы объединяют композиции и укрепляют индивидуальность Neptunian Maximalism как группы. Духовые и ударные инструменты — жизненно важные компоненты этого масштабного проекта: первые поддерживают возвышающуюся атмосферу джазового оркестра, а вторые играют решающую роль в создании атмосферы племенного, тягучего звучания и движут музыку вперёд.
Первая часть, «To the Earth», склоняется к мрачному джазу. Она устанавливает два основных аспекта музыки Neptunian Maximalism — пульсирующая, племенная перкуссия и потусторонняя атмосфера, источающая мифологическое влияние. Первое проявляется в разнообразных барабанах, тарелках, гонгах и других подобных инструментах, а второе в вокале и названиях треков.
Во второй части, «To the Moon», впервые появляется гитара, создающая более тяжёлую атмосферу с оттенками дум-метала и блэк-метала. В этой части ударные достигают своего пика, а барабанные партии звучат как военный марш. В последних треках на передний план выходят духовые инструменты, которые усиливают экспансивность оркестровой атмосферы Neptunian Maximalism.
Завершает Éons часть «To the Sun», которую основатель Neptunian Maximalism назвал «солнечной дроун-оперой». Эта часть представляет собой тёмные дроун- и эмбиент-композиции. Стена шума с фидбэком открывает последнюю главу Éons на более минималистичной ноте — здесь инструментарий не так широк, вместо этого Neptunian Maximalism фокусируются на бесформенных композициях, которые постепенно нарастают до крещендо.

## Список композиций
| №  | Название                                                                                    | Длительность |
| -- | ------------------------------------------------------------------------------------------- | ------------ |
| 1. | «Daiitoku-Myōō No Ōdaiko 大威徳明王 鼓童: L’Impact De Théia Durant L’Éon Hadéen»            | 6:13         |
| 2. | «Nganga: Grand Guérisseur Magique De L’Ère Probocène»                                       | 8:35         |
| 3. | «Lamasthu: Ensemenceuse Du Reigne Fongique Primordial & Infanticides Des Singes Du Néogène» | 4:00         |
| 4. | «Ptah Sokar Osiris: Rituel De L’Ouverture De La Bouche Dans L’Éon Archéen»                  | 9:16         |
| 5. | «Magická Džungl’a: Carboniferous»                                                           | 2:20         |
| 6. | «Enūma Eliš: La Mondialisation Ou La Création Du Monde: Éon Protérozoïque»                  | 7:11         |

| №  | Название                                                                                       | Длительность |
| -- | ---------------------------------------------------------------------------------------------- | ------------ |
| 1. | «Zâr: Empowering The Phurba / Éon Phanérozoïque»                                               | 7:05         |
| 2. | «Vajrabhairava གཤིན་རྗེ་གཤེད་, རྡོ་རྗེ་འཇིགས་བྱེད།: The Summoning (Nasatanada Zazas!)»                    | 6:03         |
| 3. | «Vajrabhairava གཤིན་རྗེ་གཤེད་, རྡོ་རྗེ་འཇིགས་བྱེད།: The Rising»                                           | 2:04         |
| 4. | «Vajrabhairava གཤིན་རྗེ་གཤེད་, རྡོ་རྗེ་འཇིགས་བྱེད།: The Great Wars Of Quaternary Era Against Ego»         | 8:36         |
| 5. | «Iadanamada!: Homo-sensibilis Se Prosternant Sous La Lumière Cryptique De Proboscidea-sapiens» | 5:38         |
| 6. | «Oi Sonuf Vaoresaji! La Sixième Extinction De Masse: Le Génocide Anthropocène»                 | 12:32        |

| №                   | Название                                                                                 | Длительность |
| ------------------- | ---------------------------------------------------------------------------------------- | ------------ |
| 1.                  | «Eôs : Avènement De L’Éon Evaísthitozoïque Probocène Flamboyant»                         | 18:32        |
| 2.                  | «Heka Hou Sia : Les Animaux Pensent-ils Comme On Pense Qu’ils Pensent ?»                 | 6:24         |
| 3.                  | «Heliozoapolis : Les Criosphinx Sacrés D’Amon-Rê, Protecteurs Du Cogito Ergo Sum Animal» | 15:24        |
| 4.                  | «Khonsou Sokaris : We Are, We Were And We Will Have Been»                                | 8:36         |
| Общая длительность: | Общая длительность:                                                                      | 2:08:25      |

## Участники записи
- Guillaume Cazalet — баритон-гитара, музыкальный лук, ситар, флейта, труба, вокал
- Jean Jacques Duerinckx — баритон-саксофон, сопранино-саксофон[англ.]
- Sebastien Schmit — ударные, перкуссия, гонг, вокал
- Pierre Arese — ударные, перкуссия